# Fronalpstock (Glarus)
Fronalpstock ist ein 2123 m ü. M. hoher Berg im Kanton Glarus östlich von Netstal auf der Grenze zwischen Mollis und Ennenda, heute Glarus Nord und Glarus. Er steht etwas vorgelagert zwischen dem 2440 m ü. M. hohen Ruchen im Mürtschenstock und dem Schwarzstöckli (2383 m ü. M.). Er hat einen markanten pyramidenförmigen Felsaufbau direkt über der Fronalp.
Trittsichere Wanderer erreichen den Gipfel vom Fronalppass her in etwa 45 bis 60 Minuten. Der Pfad führt durch einen mit Ketten gesicherten Kamin (SAC-Wanderskala: T4). Von der Bergspitze bietet sich ein Rundblick hinunter ins Linthtal und über den nördlichen Teil des Kantons.
Auf der Fronalp westlich des Gipfels befinden sich ein Berggasthaus und die beiden Skilifte des Skigebiets Schilt. Das Gebiet wird auch im Winter auf Skitouren begangen.
Einen Berg gleichen Namens gibt es in den Schwyzer Alpen im benachbarten Kanton Schwyz.